# Jenšíkové z Ježova
Jenšíkové z Ježova jsou česká vladycká a později rytířská rodina. Přídomek odvozovala od vesnice Ježov (okres Pelhřimov) u Humpolce.Podle Haladova Lexikonu české šlechty pocházel původně vladycký rod rytířů Jenšíků ze vsi Ježova severozápadně od Humpolce, zatímco v Erbovníku 2 Milana Myslivečka se píše, že česká novoštítná rodina Jenčíků pocházela ze svobodnického rodu, žijícího původně na Bechyňsku, jejíž pojmenování bylo odvozeno od Velkého Ježova, ležícího 8 km východně od Mladé Vožice. Oba autoři se kupodivu shodují v popisu erbu, nesoucího na modrém štítě zlatého jelena ve skoku s nožem zabodnutým do krku. Podle Českomoravské heraldiky Augusta Sedláčka majestátem 9. února 1574 dáno (císařem Maxmiliánem II.) povolení Matouši Mládkovi a Adamovi Jenšíkovi, aby se psali z Ježova a dán jim výše uvedený erb. Byli stejného původu jako Jenšíkové z Radvanova, se kterými se v 16. století rozdělili.

## Historie
V roce 1597 koupil Adam Jenšík z Ježova půdu v Rašovicích[nepřesný odkaz]. Jenšíkové se účastnili stavovského povstání jako zemská hotovost, roku 1629 jim byl udělen tzv. pardon. Později drželi Křtěnovice, Malovice u Miličína, statky na Berounsku, dům v Mladé Vožici a rozvětvili se na několik linií. Sloužili na královských úřadech i v armádě.
Vilém Kryštof Jenšík z Ježova, pravnuk Adama Jenšíka z Ježova, si vzal Polyxenu Sádlovou z Vražného, držel rodinný statek Rašovice, dále pak Sedlečko a Svrabov. Zemřel v roce 1744 v čtyřiaosmdesáti letech.
Koncem 18. století žilo deset nositelů rodového jména, současně je znám   potomek Vojtěška Hošková[zdroj⁠?!] (rozená Jenšíková), dcera Karla Jenšíka.
Dále žijí přímí potomci Karla Jenšíka ,který se svojí rodinou obýval do roku 1959 nový zámek v Děpoltovicích, dcera Jenšíková Jiřina žijící v Itálii, syn Jenšík William žijící v Česku, který má dva syny, staršího Williama,který má dceru Lauru Jenšíkovou a mladšího Ondřeje.Syn Ondřej má 2 děti - syna Patrika Jenšíka a dceru Viktorie Jenšíková .Karel Jenšík zemřel v Praze.

## Erb
V modrém štítu stál zlatý jelen ve skoku s nožem v krku. Kopii erbu vlastní Jiřina Jenšíková a Vojtěška Hošková[zdroj⁠?!].
Originál Erbu vlastní William Jenšík.

## Příbuzenstvo
Spojili se s Pecinovskými, Sobětickými ze Sobětic, Radeckými z Radče, Chlumčanskými z Přestavlk či Jeníky z Bratřic.